# Kyle Paulson
Kyle Michael Paulson (* 30. April 2002 in Long Beach) ist ein US-amerikanischer Volleyballspieler.

## Karriere
Paulson begann seine Karriere an der Millikan High School. Von 2020 bis 2024 studierte er an der University of Southern California und spielte in der Universitätsmannschaft Trojans. In der Saison 2024/25 spielte der Mittelblocker mit Hypo Tirol Innsbruck in der Champions League. Mit dem Team gewann er den österreichischen Pokal und die Meisterschaft. 2025 wurde Paulson vom deutschen Bundesligisten SWD Powervolleys Düren verpflichtet.